# هوشی‌مین (شهر)
هوشی‌مین (به ویتنامی: Thành phố Hồ Chí Minh)
 بزرگ‌ترین شهر ویتنام است.
پیش از پایان جنگ ویتنام و یکی شدن ویتنام شمالی و ویتنام جنوبی در سال ۱۹۷۵ میلادی این شهر سایگون نام داشت و پایتخت ویتنام جنوبی بود و با نام پری نوکور مهم‌ترین بندر کامبوج پیش از ضمیمه شدن به خاک ویتنام در سده ۱۷ میلادی بود.
هوشی مین در ساحل رود سایگون قرار دارد.
در ۶۰ کیلومتری دریای چین جنوبی و ۱۷۶۰ کیلومتری هانوی پایتخت ویتنام.
بر اساس آمار سال ۲۰۰۶ میلادی جمعیت این شهر برابر با ۶٬۴۲۴٬۵۱۹ نفر بوده‌است.
البته جمعیت شهر به همراه حومه بیش از ۹ میلیون نفر است.